# Haaften
Haaften (51° 49′ N, 5° 13′ L) é uma cidade dos Países Baixos, na província de Guéldria. Haaften pertence ao município de Neerijnen, e está situada a 25 km, a sudre de Utrecht.
Em 2007, a cidade de Haaften tinha 3024 habitantes. A área urbana da cidade é de 0.54 km², e tem 816 residências. 
A área de Haaften, que também inclui as partes periféricas da cidade, bem como a zona rural circundante, tem uma população estimada em 2620 habitantes.